# Liste der Fluggesellschaften in den Salomonen
Dies ist eine Liste der Fluggesellschaften in den Salomonen.

## Aktuelle Fluggesellschaften

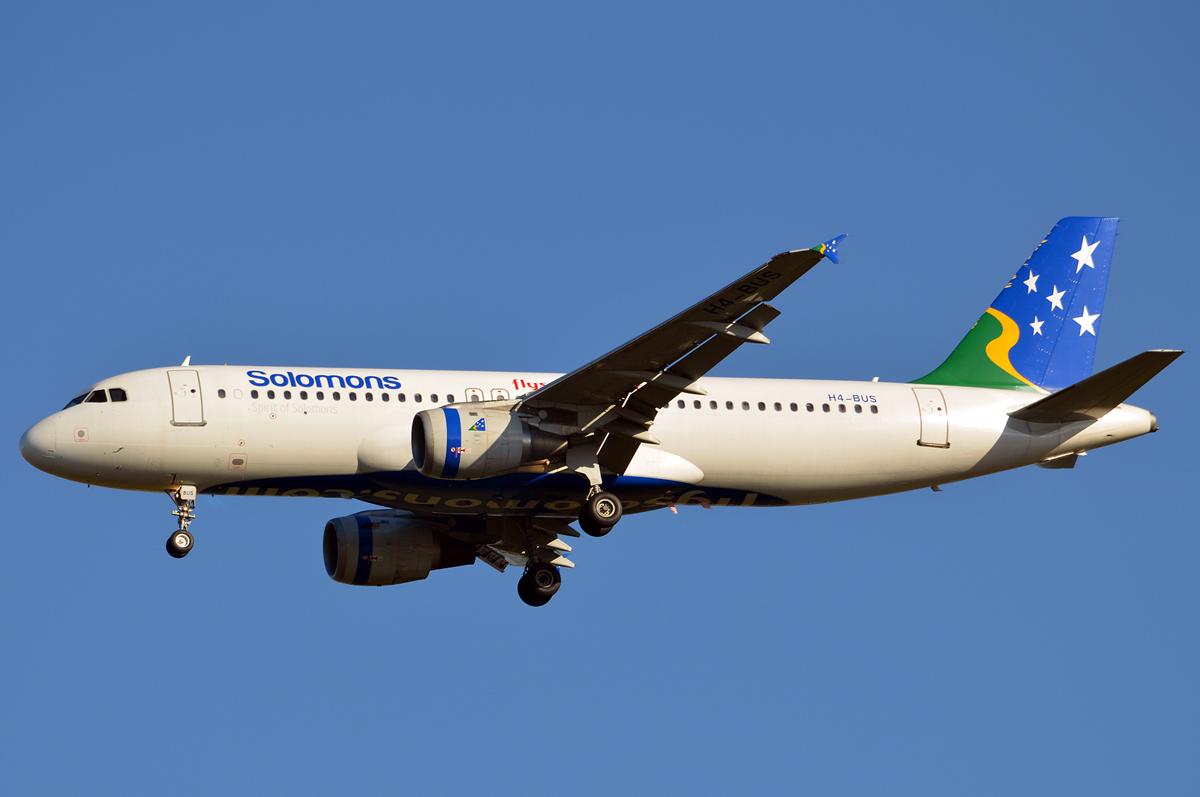
Solomon Airlines

Quelle:
- Solomon Airlines (seit 1987)

## Ehemalige Fluggesellschaften
Quelle:
- Air Bridge (2001)
- Coral Sea Express (2008)
- Macair (1968)
- Megapode Airways (1966–1968) – in SolAir aufgegangen
- SolAir (1968–1987) – Solomon Airlines aufgegangen
- Solomon Islands Seaplanes (2009–2012)
- Western Pacific Air Service (2004–2006)